# Орлик (Липицкое сельское поселение)
Орлик — поселок в Чернском районе Тульской области в составе Липицкого сельского поселения.

## География
Находится в юго-западной части Тульской области на расстоянии приблизительно 26 км на юго-восток по прямой от поселка Чернь, административного центра района.

## История
В 1926 году здесь было отмечено 23 двора, в конце 1930-х годов — 18.

## Население
Постоянное население составляло 143 человека (1926 год), 23 (русские 100 %) в 2002 году, 13в 2010.